# 王晶
王晶（英語：Wong Jing，1955年5月3日—），香港電影導演、編劇和監製，原名王日祥，編劇筆名「不是女人」，星王朝影視製作有限公司（前身：王晶創作室有限公司）老闆，邵氏兄弟國際影業有限公司主要人物，前漢傳媒董事兼董事總經理，前Starj & Snazz娛樂主席。王晶以高產和低俗著稱，是90年代香港最卖座的三级片导演，由他編劇與監製的《赤裸羔羊》成為邪典電影經典。

## 生平
王晶出生于香港，父亲是著名导演及无线电视监制王天林。他分別就讀於香港培正小學（幼稚園部、1959年入學，1961年畢業）、香港培正小學（1967年小六、與黃杏秀、曾慶珏、曹誠淵為同級同期的同學）及香港培正中學，畢業於香港中文大學聯合書院中文系。在大學期間他已於無綫電視擔任電視編劇，曾隨劉天賜學習編劇，為長壽合家歡節目《歡樂今宵》撰稿。其電視作品包括《千王之王》、《流氓皇帝》、《網中人》、《強人》等。
王晶於1981年起投身電影界，最初曾加入邵氏電影公司，曾隨導演楚原學習拍攝電影；王晶首部執導電影為《千王鬥千霸》。1980年代以《精裝追女仔》開創「追女仔」系列電影；1989年以《賭神》開創賭博電影系列，并开设最佳拍档电影有限公司，拍摄过千万票房的《古惑仔電影系列》。同時期由於港台方面對情色電影需求甚殷，王晶亦開拍不少此類電影，成為香港最卖座的三级片导演，在他手下捧红了黎姿、李丽珍、翁虹、邱淑贞等多名香港女星。28年裡，由他导演或参与制作的影片达180多部，票房累计近十亿港元，堪称香港电影史的数量之最。同時他個人常在電影中客串或擔任配角。
2013年，隨著他與無綫電視關係友好，TVB亦願意投資他的製作。他编剧及监制了TVB与中央电视台合作的重頭劇《風雲天地》，后为TVB制作数部剧集，亦開拍由TVB投資的「賭城風雲」系列電影，该系列票房成功但评价不高。
2018年1月，與無綫電視及邵氏兄弟公布「三劍合璧」計劃，日後無綫、邵氏及星王朝將聯手於電視及電影投資方面連成一線。2019年起，开始与无限自在文化传媒进行合作，推出《倚天屠龙记》系列、《老板娘》系列等电影。2024年7月开设YouTube频道「王晶笑看江湖」。

## 風格
王晶素有「爛片王」之稱。一般影評人對於王晶的電影，还以「低俗」來作評價，認為其電影常以商業角度考慮，專門予文化水平不高的草根階層欣賞，如《精裝追女仔》等片市井粗鄙，對白中常有「屎尿屁」的字眼。王晶拍攝電影的進度在行内與邱禮濤一樣出名「快靚正」，其中《整蠱專家》曾經只用一個月（連後期製作）就完成並上映。
王晶本人對此不予否認，直言「我的电影就是生意」。在1992年的《逃学英雄传》中，王晶借演员之口自嘲：“我们这部电影的导演，就是最有品味、最英俊、最有艺术修养的王晶先生。”1997年，王晶制作的《精装难兄难弟》中，黄子华饰演的王晶卫（影射王家卫）对阮兆祥饰演的王星（影射王晶）说：“傻小子，你不低俗怎能显得哥哥高格调呢？总之你就多点时间在厕所，多坐马桶，这样就会慢慢发现屎尿屁的威力，以后吴宇森都被你打垮的。”
王晶喜愛看文藝片，亦投资或监制过多部文艺片，如许鞍华的《天水围的夜与雾》、《天水围的日与夜》、《得闲炒饭》，关锦鹏的《越快乐越堕落》，吴君如的《四面夏娃》，大都虧損。1999年，王晶拍摄文艺片《笨小孩》，叶德娴凭该片获金马奖最佳女演员，但票房不佳，王晶此后不再涉足文艺片拍摄。
黄霑形容王晶：“他这人，我常怀疑骨子里有我们看不见的深度。但他绝不承认，你问他，也不会问得出所以然来。他乐于摆个浅薄样来面对世界，一切嘻嘻哈哈，就打发过去了。”

## 个人生活
1975年，王晶与丁德君相识，1978年结婚。1980年大女儿王佟艺出生。1989年二女儿王子涵（DaDa）出生。王佟艺2006年曾出演王晶電影《野蛮秘笈》，後主力幕後開公關公司。王子涵2007年参演王晶電影《七擒七纵七色狼》；2014年參加浙江衛視真人秀《我不是明星》，父母罕見合體露面支持；2015年3月王子涵與TVB簽約，出演多部剧集，并在《姊妹淘》担任主持，2023年8月宣布离巢。
1988年，陈雅伦出演《求爱敢死队》後，和王晶傳出緋聞。同年，邱淑貞出演王晶電影《撞邪先生》，後成為王晶多部電影女主角，90年代初兩人開始交往，在王晶的建議下，邱淑貞放棄了清純活潑的少女形象，成為性感艷星。1997年，王晶和邱淑貞分手。之後王晶與关秀媚傳出多年緋聞。王晶在《志云饭局》中曾透露自己和“晶女郎”有过两段感情，一个是6年，另一个8年，一般認為分別指邱淑贞和关秀媚。2019年起，王晶與“晶女郎”云千千傳出緋聞，但王晶否認。

## 政治立場
2012年王晶曾表態支持當時學民思潮召集人黃之鋒所提出撤回反德育及國民教育科，但是經歷2014年的「讓愛與和平佔領中環」及「雨傘革命」後，因為王晶強烈反對佔領中環而批評黃之鋒是一位「搞事學生」，並在微博公開聲明與表態支持佔領中環的杜汶澤、黃秋生和何韻詩绝交，並且刪除對方的全部聯絡方式。黄秋生表示不會在意與王晶結交一事，自己也沒有王晶的電話號碼；杜汶澤亦對此表示不在意。
2022年王晶在其微博上發表一段影片。談到兩岸議題，他直言：不喜歡台灣這個地方，因為台灣的明星「態度模棱兩可，都是兩面派」，並且同時點名資深演員李立群，認為他發表言論不真實，讓人感覺不是很好，王晶表示：「世界上只有一個中國，說的很好。但是，後面要再加上一句，台灣是中國的領土，支持祖國統一。」並說：「中國3大獎，最不喜歡的就是台灣金馬獎，首先是對大陸演員的不公正，其次是台灣演員態度極其不友好，張國榮跟鞏俐，都受過這種不友好的待遇，現在即使他們請我，我也不會去。」

## 爭議
王晶曾分別與爾冬陞、周星馳結怨。
1996年，爾冬陞在執導的《色情男女》中調侃王晶和邱淑貞，王晶則在自己監製的電影中回擊，稱爾冬陞是“過氣武打明星、三流導演，每部戲都不賣座”。2000年，王晶批評香港金像獎評選制度，爾冬陞罵道：“叫他（王晶）去死啦，我不會拍王晶投資的電影，拍他的戲對我是一種侮辱”。2014年3月，兩人在香港電影導演會25周年晚宴上，與王家衛一同留影破冰，爾冬陞在朋友圈發圖并配文说：“很多人以为我们是敌人，其实我们只是为了狭隘的理念而争执（有点幼稚）。一切都无伤大雅，因为香港导演只竞争，不斗争；友谊先行，友谊万岁！”
王晶和周星馳在90年代初曾被視為黃金搭檔，但1992年，王晶邀請周星馳出演嘉禾電影《少年李小龙》，周星驰答应後不斷坐地起價，最終要求和王晶八二分帳，王晶拒絕，項目流產。1999年，多年未合作的的王晶请周星驰客串《千王之王2000》，周星驰答应客串7日，每日片酬超過120萬，但拍攝時並不配合，令王晶拍到第6日翻臉收場。影片上映後，王晶將周星驰角色剪辑成男一号，原定男一號张家辉變為男二號，令周星驰生氣主角戲份卻拿客串片酬。2013年1月，王晶在微博發文評論周星馳被前女友于文凤告上法庭一事，稱其“用盡紅顏知己的人際關系，大賺一筆后就視如陌路，利用盡生意拍檔資金后，就獨佔利益與獎項，榨干主創人員的創作意念后，就據為己有，踢人出局，功勞盡歸自己。”此外，王晶多次公開抨擊周星馳「暴君」，「愛錢愛瘋了」，「我是真小人，他是伪君子」等。

## 獎項

### 香港電影評論學會大獎
| 年份 | 頒獎典禮                   | 獎項     | 影片     | 結果 |
| ---- | -------------------------- | -------- | -------- | ---- |
| 2005 | 第12屆香港電影評論學會大獎 | 最佳編劇 | 黑白戰場 | 獲獎 |
| 2006 | 第13屆香港電影評論學會大獎 | 最佳編劇 | 臥虎     | 獲獎 |

### 香港電影編劇家協會大獎
| 年份 | 頒獎典禮               | 獎項     | 結果 |
| ---- | ---------------------- | -------- | ---- |
| 2025 | 香港電影編劇家協會大獎 | 榮譽大獎 | 獲獎 |

### 金馬獎
| 年份 | 頒獎典禮     | 獎項         | 影片   | 結果 |
| ---- | ------------ | ------------ | ------ | ---- |
| 1999 | 第36屆金馬獎 | 最佳原創劇本 | 笨小孩 | 提名 |